# 台中神社

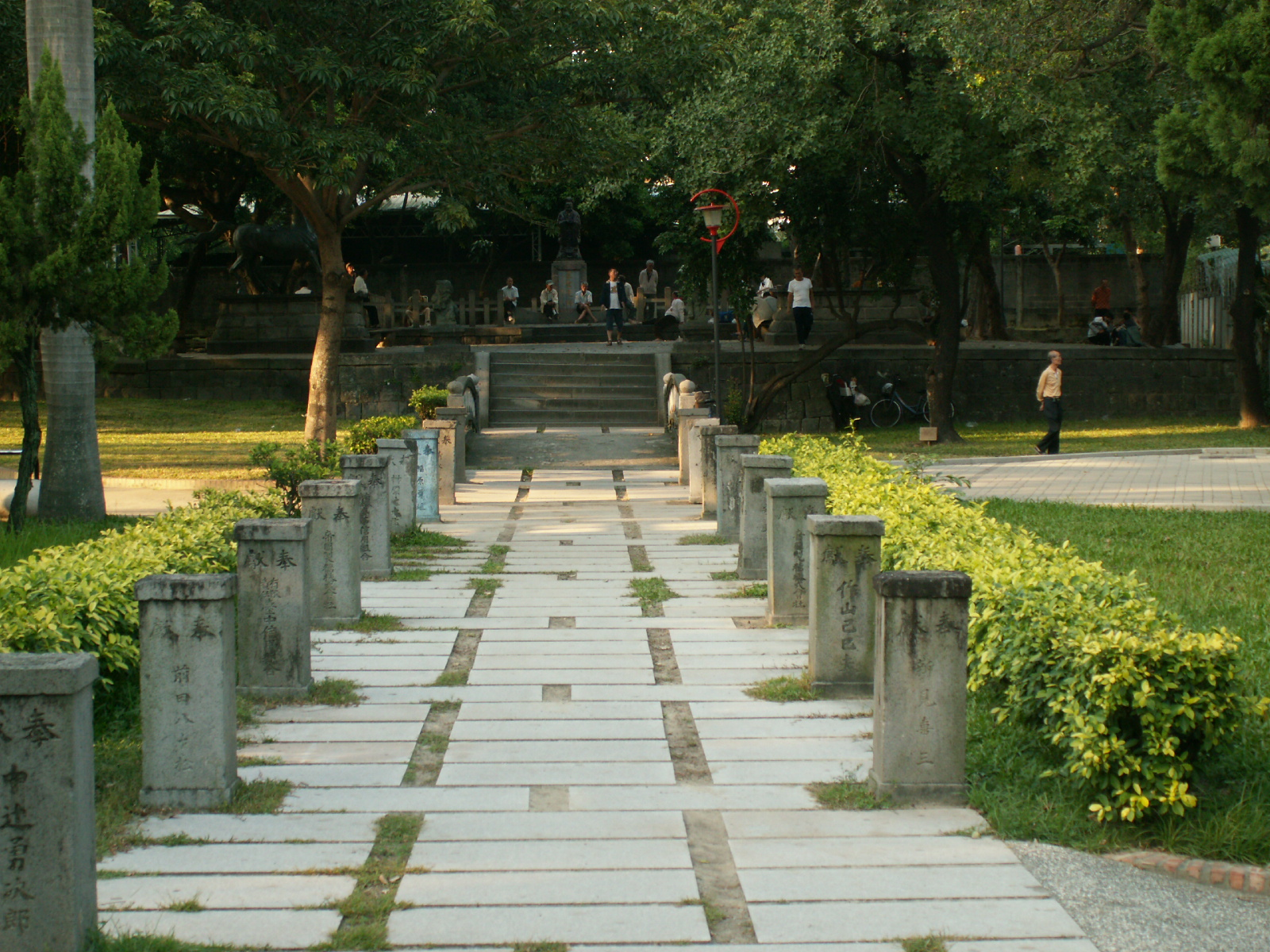
台中神社の現況、本来本殿があった部分に立っている像は孔子像。

台中神社（たいちゅうじんじゃ）は、日本統治時代の台湾台中州台中市にあった神社である。旧社格は国幣小社。
祭神は能久親王・大国魂命・大己貴命・少彦名命であった。

## 歴史
1911年（明治44年）2月28日に台中市街の北側の新高町にある台中公園内に創立され、1912年（大正元年）10月に社殿が竣工、鎮座祭が行われた。1914年（大正3年）5月29日に県社に列格した。1942年（昭和17年）11月27日、同町の水源地に遷座し、国幣小社に昇格した。1945年の第二次世界大戦の日本の敗戦の後、廃座された。
戦後、台中神社は台中市忠烈祠に改められた。1970年（民国59年）、日本式の建物は全て取り壊され、跡地に中国式の孔子廟と忠烈祠が建てられた。

## その他
- 大正3年（1914年）2月25日、板垣退助が参拝している[1]。
- 台中神社の遷座前の社地は台中公園の一部となっている。元鎮座地の社殿跡には基礎が残っており、1973年、その上に孔子記念像が建てられた。台中神社の鳥居が公園内に倒された状態で置かれており、ベンチとして使用されている。台中公園内には台中神社の参道が残っている。参道脇の燈篭は戦後に全て撤去されたが、近年になって台中市が神社の遺跡を史蹟として整備しており、燈篭も元の通りに並べ直された。

## 補註
1. ↑  『植民地在住者の政治参加をめぐる相剋「台湾同化会」事件を中心として』岡本真希子著